# ベンゾイル-β-D-グルコシド
ベンゾイル-β-D-グルコシド(benzoyl-beta-D-glucoside)は、ベンゾイルグルコシドの一つで、ホコシダ（Pteris ensiformis）で見られる天然物質である。